# Louis Ashbourne Serkis
Louis George Ashbourne Serkis (Haringey, 19 giugno 2004) è un attore britannico.

## Biografia e carriera
Louis Ashbourne Serkis è nato a Haringey, Londra, nel 2004. Figlio del regista e attore Andy Serkis e dell'attrice Lorraine Ashbourne. Ha un fratello, Sonny, e una sorella, Ruby, più grandi. Inizia a recitare nel 2014, apparendo in un episodio della serie poliziesca Endeavour. Nel 2016 debutta sul grande schermo interpretando il ruolo del giovane cappellaio matto nel film Alice attraverso lo specchio. Nel 2019 interpreta Alex, protagonista nel film Il ragazzo che diventerà re.

## Filmografia

### Cinema
- Alice attraverso lo specchio (Alice Through the Looking Glass), regia di James Bobin (2016)
- Edison - L'uomo che illuminò il mondo (The Current War), regia di Alfonso Gomez-Rejon (2017)
- Mowgli - Il figlio della giungla (Mowgli: Legend of the Jungle), regia di Andy Serkis (2018)
- Il ragazzo che diventerà re (The Kid Who Would Be King), regia di Joe Cornish (2019)

### Televisione
- Il giovane ispettore Morse (Endeavour) – serie TV, 1 episodio (2014)
- Taboo – serie TV, 6 episodi (2017)
- SS-GB – miniserie TV, 3 episodi (2017)
- La regina degli scacchi (The Queen's Gambit) – miniserie TV, 1 episodio (2020)

### Doppiatore
- Mary e il fiore della strega (メアリと魔女の花?, Meari to Majo no Hana), regia di Hiromasa Yonebayashi (2017)